# László Lukács

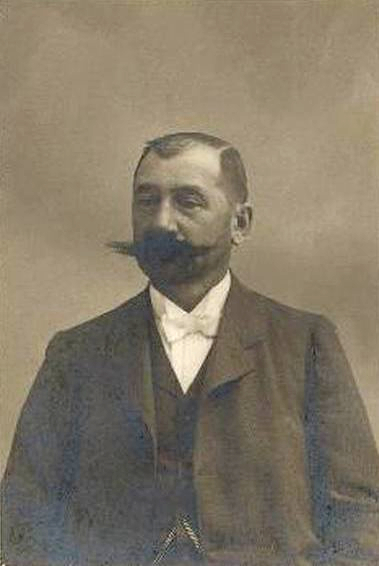
László Lukács

László (von) Lukács (Zalatna, 24 november 1850 - Boedapest, 23 februari 1932) was een Hongaars politicus. 
Hij was een financieel expert en lid van de Hongaarse Rijksdag. Hij was premier van 1912 tot 1913 voor de Nationale Arbeidspartij van graaf István Tisza.
Hij was familie van de marxistische filosoof Georg Lukács.